# 考沙爾·達爾馬默
考沙爾·達爾馬默（Kaushal Dharmamer，1996年2月1日—），印度男子羽球運動員。

## 簡歷
考沙爾·達爾馬默來自馬哈拉施特拉邦的首府孟買。2018年10月，他在以色列夏瑣國際賽決賽，以2比1（21-10、14-21、21-18）擊敗斯洛維尼亞選手米哈·伊萬尼奇，獲得職業生涯首個國際賽冠軍。
2019年9月，考沙爾·達爾馬默連續參加緬甸國際系列賽與馬爾代夫國際挑戰賽兩站賽事都奪下男子單打冠軍。

## 主要比賽成績
只列出曾進入準決賽的國際賽事成績：
| 年份   | 賽事                     | 公開賽級別 | 項目     | 成績   |
| ------ | ------------------------ | ---------- | -------- | ------ |
| 2018年 | 以色列夏瑣羽毛球國際賽   | 未來系列賽 | 男子單打 | 冠軍   |
| 2018年 | 尼泊爾羽毛球國際系列賽   | 國際系列賽 | 男子單打 | 準決賽 |
| 2019年 | 緬甸羽毛球國際系列賽     | 國際系列賽 | 男子單打 | 冠軍   |
| 2019年 | 馬爾代夫羽毛球國際挑戰賽 | 國際挑戰賽 | 男子單打 | 冠軍   |
| 2019年 | 印度羽毛球國際挑戰賽     | 國際挑戰賽 | 男子單打 | 亞軍   |
| 2022年 | 奧里薩羽毛球公開賽       | 超級100賽  | 男子單打 | 準決賽 |

| 2007-2017年 | 首要超級賽 | 超級賽 | 黃金大獎賽 | 大獎賽 | 國際挑戰賽 | 國際系列賽 | 未來系列賽 | 其他 |

| 2018-2026年 | 總決賽 | 超級1000賽 | 超級750賽 | 超級500賽 | 超級300賽 | 超級100賽 | 國際挑戰賽 | 國際系列賽 | 未來系列賽 | 其他 |